# SLC25A21
SLC25A21‏ (Solute carrier family 25 member 21) هوَ بروتين يُشَفر بواسطة جين SLC25A21 في الإنسان.
إنه نظير لبروتينات ODC في خميرة السكيراء الجعوية، وهي ناقلات ميتوكوندريا تنقل ثنائيات الكربوكسيل C5-C7 عبر الأغشية الداخلية للميتوكوندريا. أحد الأنواع التي ينقلها ODC هو 2-أوكسو أديبات، وهو وسيط شائع في استقلاب اللايسين والتريبتوفان والهيدروكسي ليسين لدى الثدييات. داخل الميتوكوندريا، يتحول 2-أوكسو أديبات إلى أسيتيل كو-أ.